# Одонтобласт
Одонтобласт у позвоночных — клетка, происходящего из нервного гребня, источника части периферии пульпы зуба, биологическая роль которого — генез дентина, что является образованием дентина, субстанции под зубной эмалью на коронке и цементом на корне. Одонтобласты становятся отличимыми от клеток дентального сосочка. Это происходит вследствие эксперессии сигнальных молекул и ростовых факторов внутреннего эпителия эмали IEE (аббревиатура от английского «Inner Enamel Epithelium»).

## Развитие
Одонтобласты впервые появляются в местах развития зубов на 17-18 неделе внутриутробного развития и остаются там до смерти, если только они не уничтожаются бактериальной или химической атакой или косвенно с помощью других средств, таких как тепло или травма (например, во время стоматологических процедур). Одонтобласты изначально были внешними клетками зубного сосочка. Таким образом, дентин и ткань пульпы имеют схожий эмбриологический фон, потому что оба они первоначально происходят из зубного сосочка зубного зачатка.